# Lester O. Krampitz
Lester Orville Krampitz (* 9. Juli 1909 in Maple Lake (Minnesota); † 18. Mai 1993) war ein US-amerikanischer Mikrobiologe.

## Biographie
Sein Vater war ein Sohn eines aus Deutschland stammenden Siedlers, der im Wright County sesshaft wurde. Lester hatte zwei jüngere Schwestern. Nach der Grundschule besuchte er die Highschool in Buffalo bis 1927. Dann besuchte er das Macalester College. Dort lernte er Norma Peterson kennen, die er 1931 heiratete. Auch lernte er dort Harland G. Wood kennen, der sein lebenslanger Freund wurde. 1931 machte er den Abschluss als Bachelor in den Hauptfächern Biologie und Chemie sowie dem Nebenfach Deutsch. In Taunton war er für kurze Zeit Lehrer; die Schule wurde wenig später geschlossen. Daraufhin war er einige Monate in Buffalo in einem Schnellrestaurant tätig. Danach war er an einer Schule in Sacred Heart tätig. 1932 wurde seine einzige Tochter Joyce geboren. Im folgenden Jahr übernahm er eine Tätigkeit als Lehrer in der Highschool von Lake Crystal bis 1938.
Dann ging er an die Iowa State University, um bei Harland G. Wood Forschungsstudien aufzunehmen. Das Vorhaben stieß jedoch auf Widerstand, denn Chester Hamlin Werkman, der dort mehrere Laboratorien hatte, bemängelte, dass er jahrelang nicht im akademischen Umfeld tätig gewesen war. Durch Teilnahme an einer Sommerakademie konnte er die Bedenken ausräumen und bekam eine Assistentenstelle. 1942 erhielt er den Ph.D. mit Hauptfach Bakteriologie und Nebenfach Biochemie. Als Post-Doktorand ging er für ein Jahr an die Rockefeller University, um Antagonisten von Vitaminen zu erforschen. Danach erhielt er von Werkman eine Stelle als Assistenzprofessor an der Iowa State University. 1946 nahm er einen Ruf von Harland G. Wood auf eine Stelle als Assistenzprofessor an der Case Western Reserve University an. Dort wurde er zwei Jahre später Professor und Direktor einer neu geschaffenen Abteilung für Mikrobiologie. Zu den Forschern, die zeitweise in seinen Laboratorien arbeiteten, gehörten Hans Günter Schlegel und Charles Yanofsky. Yanofsky schlug er 1956 in einem Brief an Joshua Lederberg für den Eli Lilly and Company-Elanco Research Award vor, was 1959 vollzogen wurde.
Das Fulbright-Programm ermöglichte Krampitz 1955 Forschungen über Tartrate im Labor Feodor Lynens, wo er auch Otto Warburg traf. Nach einem Jahr wieder zurück an der Case Western Reserve University, trug Krampitz wesentlich zu Reformen des Medizinstudiums bei, die sich in den USA bundesweit durchsetzten und in Grundzügen bis heute wirksam sind. Sein Forschungsgebiet blieb der Kohlenstoff-Metabolismus von Bakterien, bis er im Umfeld der Ölkrise 1973 zu der Thematik Biowasserstoff wechselte. 1978 trat er von seinen Ämtern zurück und wurde pensioniert. Ein kleines Labor behielt er bei und besuchte es täglich bis zu einer Erkrankung Anfang der 1990er-Jahre.

## Auszeichnungen
- 1958: Ehrendoktor des Macalester College
- 1968: Wahl in die Bayerische Akademie der Wissenschaften
- 1978: Wahl in die National Academy of Sciences